# Saint-Mélany

Saint-Mélany este o comună în departamentul Ardèche din sud-estul Franței. În 1 ianuarie 2022 avea o populație de 107 de locuitori.